# Stefano Anzi
Stefano Anzi (* 21. Mai 1949 in Bormio) ist ein italienischer Unternehmer und ehemaliger Skirennläufer. Er fuhr ausschließlich Abfahrtsrennen.

## Biografie
Anzi startete ab 1969 zu Weltcuprennen. Bei den Weltmeisterschaften 1970 fuhr er auf der Saslong in Gröden auf den siebten Platz, wurde jedoch nachträglich wegen eines Torfehlers disqualifiziert. Die ersten Weltcuppunkte holte er am 21. Februar 1970 in Jackson Hole. Der erste Podestplatz folgte knapp ein Jahr später, am 18. Februar 1971 in Sugarloaf. Am darauf folgenden Tag gewann er zum einzigen Mal ein Weltcuprennen.
Das Abfahrtsrennen bei den Olympischen Winterspielen 1972 beendete Anzi auf Platz 11. Nach dem siebten Platz bei den Weltmeisterschaften 1974 in St. Moritz trat er zurück. 1976 gründete Anzi in Turin zusammen mit seinem Teamkollegen Giuliano Besson das Sportbekleidungsunternehmen Anzi Besson.

## Erfolge

### Olympische Spiele
- Sapporo 1972: 11. Abfahrt

### Weltmeisterschaft
- St. Moritz 1974: 7. Abfahrt

### Weltcup
- Saison 1970/71: 7. Abfahrtswertung
- Saison 1973/74: 9. Abfahrtswertung
- 3 Podestplätze, davon 1 Sieg:

| Datum            | Ort       | Land | Disziplin |
| ---------------- | --------- | ---- | --------- |
| 19. Februar 1971 | Sugarloaf | USA  | Abfahrt   |

### Weitere Erfolge
- Italienischer Abfahrtsmeister 1969 und 1970